# 原泰久
原 泰久（はら やすひさ、1975年〈昭和50年〉6月9日 - ）は、日本の漫画家。男性。佐賀県三養基郡基山町出身。血液型A型。
現在『週刊ヤングジャンプ』で『キングダム』を連載中。福岡県在住。

## 経歴
東明館高等学校を経て九州芸術工科大学（2003年に九州大学に統合）入学。 
大学3年生の頃、漫画家を志す。
1997年、第36回ちばてつや賞ヤング部門にて「上田君の退化論」が期待賞を受賞。
1998年、九州芸術工科大学画像設計学科を卒業。同大学大学院に入学。
1999年、第40回ちばてつや賞ヤング部門にて「於兎松」が準大賞を受賞、同作が『別冊ヤングマガジン』に掲載されデビュー。
2000年、九州芸術工科大学大学院修士課程、情報伝達専攻　修了。その後、富士通九州システムエンジニアリングにシステムエンジニアとして入社する（その後、3年間勤めて27歳頃に退社）。
2003年、第23回ヤングジャンプ月例MANGAグランプリにて「覇と仙」が奨励賞を受賞。
2006年、『週刊ヤングジャンプ』9号より「キングダム」の連載を開始。
2012年、NHK BSプレミアムにて「キングダム」がテレビアニメ化される。
2013年、第17回手塚治虫文化賞にて「キングダム」がマンガ大賞を受賞。同年、出身地である基山町にて町内初のふるさと大使に任命される。
2020年、7月にタレントの小島瑠璃子との交際が報じられる。原側は沈黙を貫いたが小島は自身が出演するラジオで交際を認める。9月3日にTwitterで同年3月に離婚していたことを明かした。元妻との間には子供が3人いる。
2021年、小島瑠璃子と破局。
2023年、キングダムの累計発行部数が1億部を突破。

## エピソード
原は、インタビュー記事で「キングダムは会社員経験そのもの」と自ら語っている。曰く、原は大学院を卒業後にシステムエンジニアとして会社で働いた。そこでは、チームごとにそれぞれ仕事の役割分担があり、有機的に動いて仕事が進められる。ある日、先輩のプログラマーが退職して、原が一人でプログラミングを担当することになった。原はそのために業務過剰に追い込まれてミスを犯し、会社に大きな損失を与えてしまう。しかし、会議の場で上司は原ではなく重役に対して怒り、原を守ってくれた。原もそういった経験によって、作品に厚みが出たと語っている。

## 作品リスト

### 連載
- キングダム（『週刊ヤングジャンプ』、2006年9号 - ）
  - キングダム総集編 1 無名の少年（2010年7月27日、再版：2012年6月5日）
  - キングダム総集編 2 王都の奪還（2010年8月10日、再版：2012年6月27日）
  - 公式ガイドブック 英傑列紀（2012年8月17日）
  - キングダム THE ANIMATION 王と剣（原作：原泰久、著：久麻當郎）（2012年9月19日）※小説
  - キングダム THE ANIMATION 初陣（原作：原泰久、著：久麻當郎）（2012年11月19日）※小説
  - キングダム THE ANIMATION 大将軍（原作：原泰久、著：久麻當郎）（2013年4月4日）※小説
  - 公式ガイドブック 覇道列紀（2016年1月19日）
  - 『キングダム』で学ぶ乱世のリーダーシップ（原作：原泰久、著：長尾一洋）（2016年3月25日）※ビジネス書

### 読切
- 於兎松（『別冊ヤングマガジン』No.1、1999年）※未収録
- 仙子記（『別冊ヤングマガジン』No.22、2001年）※未収録
- 金剛（『ヤングジャンプ増刊 漫革』Vol.36、2003年）※総集編1収録
- 馬酒兵三百（『ヤングジャンプ増刊 漫革』Vol.37、2004年）※総集編1収録
- 李牧（『週刊ヤングジャンプ』2004年18号）※総集編2収録
- 蒙武と楚子（『週刊ヤングジャンプ』2005年1号）※総集編2収録
- キングダム番外編（『週刊少年ジャンプ』2013年24号）※覇道列紀収録

### アニメ化作品
- キングダム（テレビアニメ、2012年 - ）

### 実写化作品
- キングダム（2019年4月19日公開、監督：佐藤信介、東宝 / ソニー・ピクチャーズ エンタテインメント共同配給）※黒岩勉、佐藤信介と共同で脚本も担当
  - キングダム2 遥かなる大地へ（2022年7月15日公開）※黒岩勉と共同で脚本も担当

## 関連人物

### 師匠
- 井上雄彦

### アシスタント
- 石田スイ
- 笠原真樹
- 松原利光
- 鹿子（=箱石達）

## テレビ出演
- SWITCHインタビュー 達人達 「原泰久（漫画家）× シブサワ・コウ（ゲームデザイナー）」（2016年5月28日、NHK Eテレ）
- 情熱大陸（2016年10月30日、MBS）
- 日立 世界・ふしぎ発見! 1500回シリーズキングダムの世界（2019年1月12日、TBS）